# Борик (Миклеуш)
Борик (до 1991. године Петровац) је насељено место у саставу општине Миклеуш, у Вировитичко-подравској жупанији, Република Хрватска.

## Историја
До територијалне реорганизације у Хрватској налазио се у саставу старе општине Подравска Слатина.

## Други светски рат
Из среза Подравска Слатина исељени су добровољци из села Брезака, Петровца, Александровца, Бјелковца и Милановца. Било их је око 3600 душа.
Из села Петровца само у току једног дана 24. јуна 1941. Истерано је око 1000 Срба тако да у њему ниједна српска душа није остала, а једанаест угледних сељака убијено је на најгрознији начин. Приликом напуштања Петровца „било је жена које су имале још врућ хлебац у пећима а који им нису дали да понесу за пут“. На њихова места одмах су насељене хрватске породице које су у пуном смислу речи дошле на топла српска огњишта. Покренути народ су утрпали у неколико теретних возова и тако затворене, гладне и жедне одвезли их у Бјељину, па их одатле пребацили у Србију. Многи су у путу помрли, нарочито деца.
По причању другог свештеника из другог среза у остављене српске домове одмах су дошли Хрвати из околних села и опљачкали све што им се свидело. Србе и њихове породице трпали су по 120 особа у затворен вагон, вагон запечатили и на њима би написали „покварљива роба“, „старо гвожђе“ и слично. Пошто у вагонима није било ваздуха жене и деца су умирали па су мртве избацивали на станицама.

## Становништво
На попису становништва 2011. године, Борик је имао 326 становника.

## Попис 1991.
На попису становништва 1991. године, насељено место Петровац је имало 527 становника, следећег националног састава:
| Попис 1991.‍  | Попис 1991.‍  | Попис 1991.‍ | Попис 1991.‍ | Попис 1991.‍ |
| ------------ | ------------ | ----------- | ----------- | ----------- |
|              |              |             |             |             |
| Срби         | Срби         |             | 453         | 85,95%      |
| Хрвати       | Хрвати       |             | 58          | 11,00%      |
| Југословени  | Југословени  |             | 6           | 1,13%       |
| Мађари       | Мађари       |             | 1           | 0,18%       |
| Словенци     | Словенци     |             | 1           | 0,18%       |
| неопредељени | неопредељени |             | 6           | 1,13%       |
| непознато    | непознато    |             | 2           | 0,37%       |
| укупно: 527  |              |             |             |             |